# Кафедра этнографии и антропологии СПбГУ
Кафедра этнографии и антропологии СПбГУ — кафедра исторического факультета СПбГУ, создана в 1968.

## Преподавание этнографии в Санкт-Петербургском университете до 1968 года
В середине XIX века в университете Санкт-Петербурга складывается группа ученых, занимающихся вопросами палеоэтнологии (И. С. Поляков, К. С. Мережковский, А. А. Иностранцев). В 1887 году на физико-математическом факультете университета была образована кафедра географии и этнографии. Заведующий кафедрой, профессор Э. Ю. Петри начал чтение систематических курсов лекций по антропологии, которую он понимал как науку о развитии человеческой культуры.
После революции помимо кафедры на базе университетских Высших географических курсов создается Государственный географический институт, в структуре которого выделялись географический и этнографический факультеты. В 1925 году Географический институт преобразован в факультет ЛГУ, с сохранение географического и этнологического отделений. В 1930 году этнографическое отделение становится частью Ленинградского института истории и литературы. В 1930-е годы на отделении этнографии работали Л. Я. Штернберг, В. Г. Богораз, Д. К. Зеленин, Е. Г. Кагаров, Н. П. Дыренкова и другие.
В 1937 году Институт был преобразован в филологический факультет ЛГУ, а в 1938 на нём было открыто отделение этнографии. Его возглавил этнограф, востоковед-арабист, профессор И. Н. Винников. В 1941 году отделение эвакуируется в Саратов, где продолжается преподавание продолжают В. Н. Цинциус, А. П. Рифтин и В. Я. Пропп.
В 1944 году кафедра этнографии переводится на Восточный факультет, но в 1949 году кафедра этнографии востфака перешла в структурное подчинение исторического факультета ЛГУ и объединяется с кафедрой археологии. Все преподаватели этнографии в 1950-е — начале 1960-х годов были сотрудниками АН СССР: С. М. Абрамзон, Н. А. Бутинов, Д. К. Зеленин, В. Р. Кабо и другие.

## Кафедра этнографии и антропологии в 1968—2000-х годах
Первым заведующим кафедрой стал Р. Ф. Итс. В 1990—2002 годах кафедру возглавлял А. В. Гадло. С 2002 года заведующим кафедрой являлся кандидат исторических наук, доцент В. А. Козьмин. С 9 ноября 2012 года кафедру возглавляет А. Г. Новожилов.
Студенты кафедры изучают ряд специальных циклов:
- Первый цикл объединяет антропологические субдисциплины: общее введение в антропологию, методика специальных антропологических исследований, антропогенез, расоведение.
- Второй цикл включает собственно этнографические дисциплины, разделённые на два блока. В блок дисциплин по отечественной этнографии входят курсы этнографии славянских народов Восточной Европы, включая русскую этнографию, этнографии неславянских народов Европейской России, этнографии Кавказа, Сибири, Средней Азии. В блок дисциплин по зарубежной этнографии входят курсы этнографии Австралии и Океании, Америки, Африки, Центральной и Западной Европы.
- Третий цикл составляют дисциплины, родственные антропологии и этнографии, материалы которых и методики этнограф обычно вынужден использовать в своих частных и общих исследованиях. Это — введение в этнолингвистику, введение в фольклористику, этнопсихология, этносоциология, введение в народное искусствознание и прикладные виды художественного творчества.
- Четвертый цикл — методические дисциплины: методика полевых исследований, комбинаторно-статистические методы в этнографии, этнографическое музееведение, архивоведение, библиография, источниковедение.

С 2017 года на базе кафедры действует магистерская программа «Этнологическая экспертиза».
Неотъемлемой частью всего образовательного процесса на кафедре являются практики — специальные музейная, архивная и этнографическая полевая, участие в работе научной экспедиции. За время существования кафедры студенты-этнографы побывали с экспедиционными отрядами на Камчатке и в Дагестане, на Алтае и в Среднем Поволжье, в Низовьях Оби и в Средней Азии, в Архангельской и Тамбовской областях, на Ставрополье. Полевые отряды кафедры в последние годы ведут исследования на территории Псковской, Новгородской и Ленинградской областей, Республики Крым, Кабардино-Балкарской Республики, Краснодарского края, а также полуострова Ямал. Постоянной базой музейной и архивной практик являются Российский этнографический музей и Музей антропологии и этнографии им. Петра Великого РАН (Кунсткамера).
Сотрудниками кафедры являются В .С. Бузин, И. И. Верняев, В. А. Дмитриев, С. Б. Егоров, А. А. Казарницкий, С. Б. Киселёв, А. Г. Новожилов, В. А. Попов, Н. А. Попов, большинство из которых — её выпускники.
Из-за массовых сокращений преподавательского состава Института истории СПбГУ в 2019 году существуют планы объединения кафедры этнографии и антропологии с кафедрой археологии.